# Kommissur

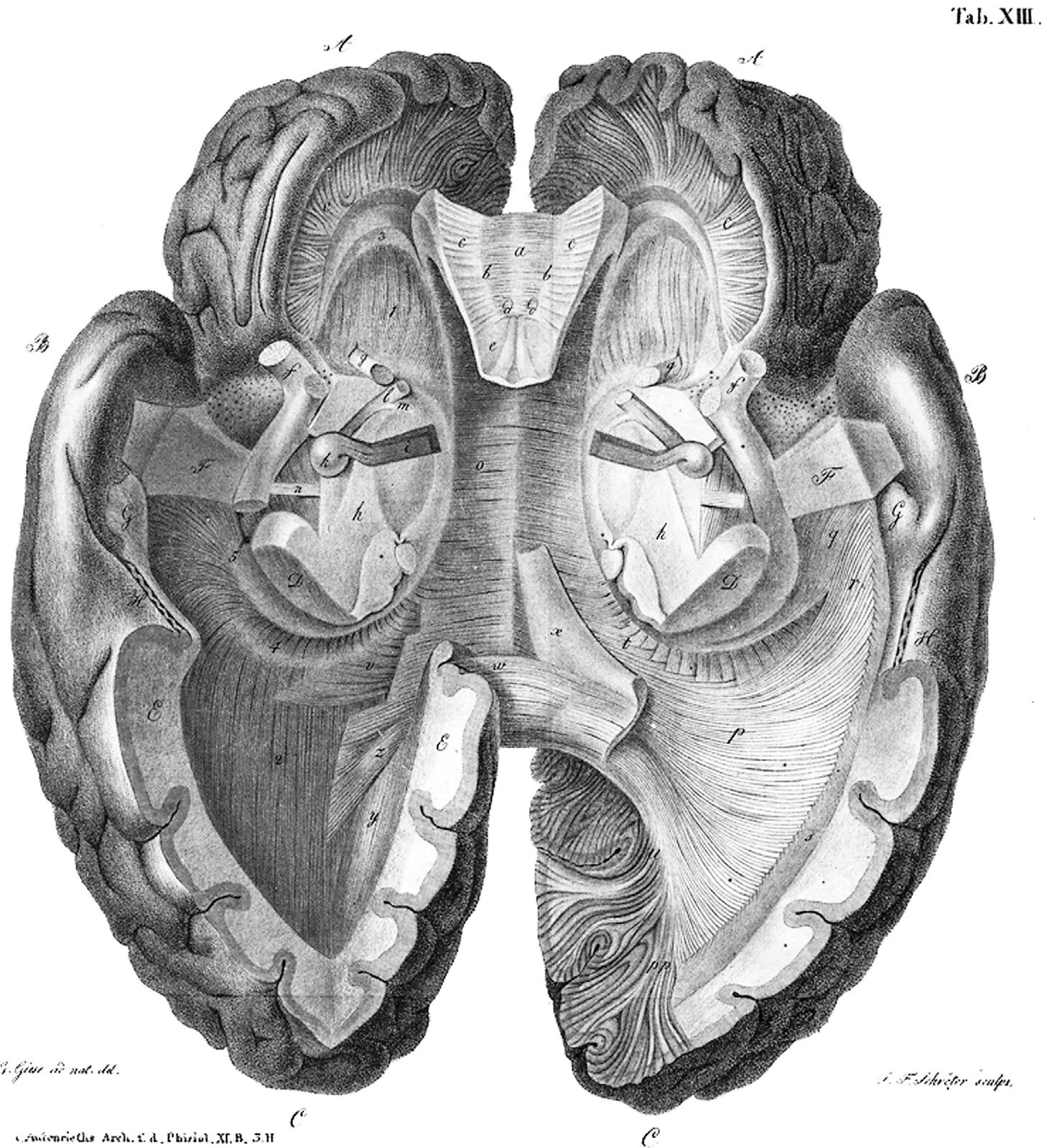
Gehirn in der Ansicht von unten: Die querverlaufenden hell gezeichneten Fasern zwischen beiden Hirnhälften (b,c,p,q,r,x,w) werden als Kommissurenfasern bezeichnet.
c = Genu corporis callosi;
b = Rostrum corporis callosi;
t = Gyrus dentatus;
x = Commissura fornicis (hippocampi);
w = Commissura posterior
(Zeichnung von Johann Christian Reil)

Eine Kommissur (lateinisch commissura ‚Gelenk, Verbindung‘) ist in der Anatomie eine Verbindung zwischen den beiden Seiten einer gemeinsamen Struktur.
In der Neuroanatomie sind Kommissuren quere, die Medianebene kreuzende Verbindungen zwischen einander entsprechenden Strukturen der rechten und linken Hälfte von Gehirn oder Rückenmark. Die in ihnen verlaufenden Nervenbahnen werden als Kommissuralneurone bezeichnet. Beispiele für Kommissurensysteme im Bereich des Gehirns sind das Corpus callosum (auch Commissura magna oder Balken genannt), die Commissura fornicis, die Commissura anterior (Commissura rostralis) und die Commissura posterior (Commissura caudalis bzw. epithalamica) oder die Commissura habenularum. Auf der Ebene des Rückenmarks verbindet die Commissura alba anterior die beiden Vorderstränge und die Commissura alba posterior zwischen den Hintersträngen. Beide verlaufen in der weißen Substanz vor bzw. hinter der grauen Substantia intermedia centralis. Zwischen beiden liegt innerhalb der Zentralzone der grauen Substanz des Rückenmarks (Lamina X) vor dem Zentralkanal die Commissura grisea anterior und hinter diesem die Commissura grisea posterior.
Beim Strickleiternervensystem (Nervensystem niederer Tiere) werden Querverbindungen der segmental angeordneten Nervenbündelungen (Ganglien) als Kommissur bezeichnet.